# Anna-Lena Hemström
Anna-Lena Holmquist Hemström, ogift Hemström, ursprungligen Jonsson, född 25 april 1961 i Hässelby, är en svensk skådespelare.

## Biografi
Hemström växte upp i stadsdelen Blackeberg i Stockholm. Hon tänkte först bli musikalartist och studerade ett år vid Balettakademiens musikallinje i Göteborg 1982 och därefter Kulturamas musikallinje under ledning av Ulla Sallert. 1984 startade hon showgruppen Razzle Dazzle tillsammans med Richard Carlsohn och Peter Gröning och med dem framträdde hon med en krogshow på Cabaret i Stockholm. Under ett år turnerade gruppen och uppträdde på företagsfester. 1987–1990 utbildade hon sig vid Teaterhögskolan i Stockholm och sommarturnerade under samma tid med Riksteatern.
Sina första film- och TV-roller gjorde Hemström 1991, bland annat i Agneta Fagerström-Olssons Sista vinden från Kap Horn. Hennes rollprestation där gjorde att hon fick huvudrollen i den norska filmen Det perfekta mordet 1992. Därefter kom hon att verka vid flera teaterscener i Stockholm, bland annat Boulevardteatern, där hon framförallt gjorde komedier. Hon har även gjort dramer som My Fair Lady (1996) på Oscarsteatern och Nicholas Nickleby (1999) på Stockholms Stadsteater. På TV har gjort sig känd via underhållningsprogram som Melander & Co samt genom olika komedieserier, till exempel Två som oss (1999) och En ängels tålamod (2001). Hon gjorde även en större roll som mor i TV-serien Pip-Larssons (1998).

## Filmografi
- 1991 – Rosenbaum (TV)
- 1991 – Sista vinden från Kap Horn
- 1991 – Harry Lund lägger näsan i blöt! (TV)
- 1992 – Hassel – Svarta banken (TV)
- 1992 – Det perfekta mordet
- 1993 – Härifrån till Kim
- 1993 – Drömkåken
- 1995 – Snoken (TV)
- 1995 – Pensionat Oskar
- 1995 – Anmäld försvunnen (TV)
- 1995 – Nilecity 105,6 (TV-serie)
- 1996 – Lögn
- 1997 – Selma & Johanna - en roadmovie
- 1998 – Pip-Larssons (TV-serie)
- 1999 – En dag i taget (TV)
- 1999 – Nya tider (TV-serie)
- 1999 – Två som oss (TV)
- 2000 – Brottsvåg (TV)
- 2001 – En ängels tålamod (TV)
- 2003 – Mannen som log (TV)
- 2004 – Systrar
- 2005 – Wallander – Mörkret
- 2010 – Guds tre flickor (TV-serie)
- 2011 – Gustafsson 3 tr (TV-serie)
- 2012 – Arne Dahl: De största vatten (TV-serie)
- 2012 – Studio sex
- 2012 – Hotell Kom som du är (TV-serie)
- 2013 – Livet i Bokstavslandet (TV-serie)

## Teater

### Roller (ej komplett)
| År   | Roll                       | Produktion                                                                   | Regi                    | Teater                      |
| ---- | -------------------------- | ---------------------------------------------------------------------------- | ----------------------- | --------------------------- |
| 1989 |                            | Ett resande teatersällskap August Blanche                                    | Elisabeth G. Söderström | Riksteatern                 |
| 1990 |                            | Coyote Ugly Lynn Seifert                                                     | Annika Silkeberg        | Teaterhögskolan i Stockholm |
| 1991 | Änkan                      | Zorba! Fred Ebb, John Kander och Joseph Stein                                | Georg Malvius           | Riksteatern                 |
| 1992 |                            | Den vilda sardinen (Noises Off) Michael Frayn                                | Tony Verner             | Folkan                      |
| 1999 | Fanny Squeers Fru Lenville | Nicholas Nickleby (The Life and Adventures of Nicholas Nickleby) David Edgar | Georg Malvius           | Stockholms stadsteater      |
| 2000 | Medverkande                | Ja va faan de e ju show Katrin Sundberg                                      | Katrin Sundberg         | Mosebacke Etablissement     |
| 2008 | Mrs Pearce                 | My Fair Lady Frederick Loewe och Alan Jay Lerner                             | Tomas Alfredson         | Oscarsteatern               |
| 2010 | Alice Edstrand             | Gröna hissen (Fair and Warmer) Avery Hopwood                                 | Anders Albien           | Fredriksdalsteatern         |
| 2011 |                            | Hotelliggaren (Two Into One) Ray Cooney                                      | Sven Melander           | Fjäderholmsteatern          |
| 2015 | Olga                       | Beckomberga Sara Stridsberg                                                  | Annika Silkeberg        | Dramaten                    |
| 2022 | Ida Bäckmann               | Skandalen Ida Bäckmann                                                       | Sissela Kyle            | Riksteatern                 |